# Ampelisca declivitatis
Ampelisca declivitatis är en kräftdjursart som beskrevs av Mills 1967. Ampelisca declivitatis ingår i släktet Ampelisca och familjen Ampeliscidae. Inga underarter finns listade i Catalogue of Life.